# パルトロー
パルトロー（英語: Paltrow）は、東欧ユダヤ系アメリカ人（英語化したベラルーシのロシア語あるいはポーランド語）の姓（原型では Paltrowicz, Palterowicz, Paltrowitz, Paltrovitz, Paltrovich, Palterovich, イディッシュ語: פּאַלט(ע)ראָוויטש‎, ロシア語: Палтрович, Палтерович Palt(e)rovič）。イディッシュ語: פּאַלטער Palter に由来する。
- ブルース・パルトロー - アメリカの映画監督。グウィネスとジェイクの父
- グウィネス・パルトロー - アメリカ出身の女優
- ジェイク・パルトロー - アメリカの映画監督。グウィネスの弟